# روابط ایران و تایلند
روابط ایران و تایلند به مجموعه روابط اقتصادی و فرهنگی بین دو کشور گفته می‌شود که آغاز آن را می‌توان اواخر سده۱۶ میلادی دانست. این زمان مقارن با حکمرانی سلسله صفویه در ایران و سلسله سیام در تایلند بود. اولین روابط دو کشور را می‌توان تبادلات تجاری بازرگانان ایرانی دانست در خلال سفر به چین با بازرگانان تایلندی انجام می‌دادند. با روی کار آمدن سلسله پراسادتانگ (به انگلیسی: Prasat Thong) در سال ۱۶۲۹ میلادی، روابط دیپلماتیک و اقتصادی بین دولت‌های کشورهای مزبور شکل گرفت. همچنین دین اسلام و مذهب شیعه در این کشور طرفدارانی پیدا کرد. چند سال بعد شیعیان ایرانی‌الاصل هندی توانستند از شاه سی سوتامراشا (به انگلیسی: Si Suthammaracha) اجازه کسب کنند که مراسم محرم را برای مسلمانان غالباً مهاجر از تایلند برگزار کنند. در این زمان ایرانی‌ها توانستند در ارتش تایلند نیز حضور پیدا کنند. این ورود مقارن با سلطنت شاه نارای (به انگلیسی: Narai) بود که اقدام به اعزام اولین هیئت از درباریان تایلند به ایران در سال ۱۶۶۸ نمود. شاه سلیمان صفوی نیز در پاسخ هیئتی را در سال ۱۶۸۵ از اصفهان به آیوتایا اعزام کرد.
پس از کودتای ۲۸ مرداد ۱۳۳۲، تمایل حکومت وقت به گسترش روابط با کشورهای عضو پیمان سیتو افزایش یافت. از همین جهت علی‌اصغر حکمت، سفیر کبیر ایران در دهلی نو به عنوان اولین سفیر آکرودیته در بانکوک شناخته شد. وی در اسفند ۱۳۳۵ از طریق کلکته وارد بانکوک شد و استوارنامه خود را به پومیپول آدولیاده (رامای نهم)، پادشاه تایلند تسلیم کرد. در این زمان با وجود آنکه نام سیام رسماً به تایلند تغییر یافته بود، هنوز در ایران این کشور را با نام قدیمی می‌شناختند. در اردیبهشت ۱۳۴۶ پادشاه و ملکه تایلند به ایران سفر کردند و هفدهمین سالگرد ازدواج خود را در کاخ گلستان جشن گرفتند.
روابط تجاری بین دو کشور در ۹ نوامبر ۱۹۵۵ شکل گرفت. مهم‌ترین کالاهای صادراتی تایلند به ایران را برنج، شکر و پوشاک تشکیل می‌دهند. نفت خام ایران نیز عمده کالای صادراتی ایران به تایلند بوده‌است.
پس از پیروزی انقلاب اسلامی ایران، دو کشور نسبت به ادامه و گسترش همکاری با یکدیگر بی‌توجه شدند. روابط دو کشور پس از انقلاب اسلامی ایران، تا سال ۲۰۰۴ دستخوش تحول مهمی نبود. در این سال بود که به دعوت رسمی سید محمد خاتمی، رئیس‌جمهور وقت از پرنسس راتانا راشاسودا، روابط دو کشور تقویت شد. از مهم‌ترین دستاوردهای این سفر اعطای امتیاز برداشت انحصاری نفت میدان نفتی آران و بیدگل به شرکت نفتی PTTEP  کشور تایلند بوده‌است.